# 于纽阿 (上比利牛斯省)
于纽阿（法語：Ugnouas）是法国上比利牛斯省的一个市镇，属于塔布区（Tarbes）拉巴斯唐德比戈尔县（Rabastens-de-Bigorre）。该市镇总面积1.59平方公里，2009年时的人口为74人。

## 人口
于纽阿人口变化图示